# PC Space
PC Space (także eSCAPE) – dawny słowacki magazyn i obecny portal internetowy poświęcony tematyce komputerowej.
Historia czasopisma sięga 1996 roku. Do 2010 roku wychodziło jako miesięcznik PC Space. W 2011 roku magazyn był chwilowo kontynuowany pod nazwą eSCAPE.
Funkcję redaktora naczelnego pełnili: Stanislav J. Manca, Rastislav Turanský, Juraj Redeky i Matúš Paculík (redaktor działu technicznego SME.sk – stan na 2018 rok).
Nakład czasopisma wynosił 17 tys. egzemplarzy. W 2011 roku zaniechano jego wydawania.